# 里比察鄉
46°11′N 22°46′E / 46.183°N 22.767°E
里比察鄉（羅馬尼亞語：Comuna Ribița, Hunedoara），是羅馬尼亞的鄉份，位於該國西部，由胡內多阿拉縣負責管轄，面積73平方公里，海拔高度524米，2007年人口1,504，人口密度每平方公里21人。